# ميشيل فيتوسي
ميشيل فيتوسي (بالفرنسية: Michèle Fitoussi)‏ روائية ألفت رواية السجينة التي تحكي حكاية واقعية لأبناء أوفقير وحكاية سجنهم في الصحراء الكبرى. قابلت ميشيل فيتوسي مليكة أوفقير وبعدها طلبت منها أن يكتبا الرواية معا.
قام الناشر بنشر رواية السجينة في عام 1999 (أي في أواخر القرن العشرين). حققت الرواية أرباحا هائلة وكذلك أدت لإلهام الكثير من السجناء.

## روابط خارجية
- ميشيل فيتوسي على موقع IMDb (الإنجليزية)